# Балкрішан Сінґг
Балкрішан Сінґг (10 березня 1933 — 31 грудня 2004) — індійський хокеїст на траві.
Олімпійський чемпіон 1956 року.
Срібний призер Азійських ігор 1958 року.